# 姜畲镇
姜畲镇地处湘潭市的西大门，是湘潭市最早的建制镇之一，现属湘潭市雨湖区。它濒临涟水，320国道、沪昆高速潭邵段、沪昆铁路复线穿越该镇境内。韶山灌渠右干渠渠系交织成网，遍布姜畲镇，形成整体灌溉系统。辖区面积90.23平方公里，耕地面积48849.58亩，辖姜畲、泉塘子、塔岭三个管区，有34个村和二个居委会，457个村民小组，总人口51321人，其中农业人口49482人。姜畲镇石塘村是“虎禅师”杨度的故乡。

## 行政区划
姜畲镇辖有以下地区：
一社区、二社区、姜畲村、清泉村、工农村、骑头村、妙山村、石安村、泉映村、进军村、大池子村、月映村、易家山村、建中村、河头村、金陵村、清联村、水库村、栗子塘村、泉塘子村、棋盘村、尚泉村、梅花村、清亭村、马塘村、尚涟村、新坪村、沅湘村、白马村、太交村、黄石村、塔岭村、永兴村、古新村、栗塘村和西湖村。

## 出身名人
- 李騰芳，明朝政治家，学者。[3]:36
- 杨度，中国近代政治家。[3]:49